# Гардисере (Венеција)
Гардисере (итал. Gardissere) је насеље у Италији у округу Венеција, региону Венето.
Према процени из 2011. у насељу је живело 31 становника. Насеље се налази на надморској висини од -1 м.